# Aleksander Ringman
Aleksander Ringman (ur. 23 stycznia 1883 w Małobądzu, zm. 8 maja 1938) – działacz niepodległościowy, inżynier, radca ministerialny, ekonomista.

## Życiorys
Urodził się 23 stycznia 1883 w Małobądzu (obecnie dzielnica Będzina), w rodzinie Jana Gustawa i Antoniny z Wasilewskich (ur. 27 czerwca 1849 w Warszawie), pośmiertnie odznaczonej Medalem Niepodległości.
Był bratem Antoniny Julii (ur. 12 stycznia 1873), odznaczonej Krzyżem Niepodległości, Edwarda (ur. 11 października 1880, zm. 1924), żołnierza Legionów Polskich, pośmiertnie odznaczonego Krzyżem Niepodległości, Leona ps. „Słaby” (ur. 9 marca 1886), odznaczonego Medalem Niepodległości i Pelagiusza (ur. 17 czerwca 1890, zm. 1913), pośmiertnie odznaczonego Medalem Niepodległości, który jako trzynastolatek przemycał bibułę i broń z Katowic.
Aleksander w 1902 został wydalony z VI klasy szoły realnej w Sosnowcu. Jako ekstern ukończył szkołę realną w Łowiczu. W latach 1904–1905 studiował w Warszawskim Instytucie Politechnicznym Cesarza Mikołaja II. Wraz z braćmi od 1905 brał czynny udział w pracach agitacyjnych wśród robotników Zagłębia Dąbrowskiego. Był członkiem Polskiej Partii Socjalistycznej – Frakcja Rewolucyjna i Związku Walki Czynnej. Wielokrotnie więziony, zesłany na Syberię (1906–1907 i 1914), zawsze wracał do pracy niepodległościowej. W 1912 ukończył studia na Wydziale Budowy Maszyn Szkoły Politechnicznej we Lwowie.
Po odzyskaniu niepodległości został delegatem polskiego rządu do armii Antona Denikina, a po powrocie rozpoczął pracę w Ministerstwie Przemysłu i Handlu. W czasie wojny z bolszewikami 1920 służył jako ochotnik w Wojsku Polskim. Był członkiem Narodowej Partii Robotniczej i Stowarzyszenia Techników Polskich, a także zapalonym taternikiem, narciarzem i kajakarzem. Po wycofaniu się z polityki poświęcił się zagadnieniom ekonomicznym, publikując prace z tej dziedziny. Wygłaszał liczne odczyty dla sfer wojskowych na temat obronności przemysłowej kraju.
15 kwietnia 1914 ożenił się z Zofią z Ryżów herbu Godziemba (ur. 23 listopada 1885, zm. 24 lutego 1965), nauczycielką, dyrektorką Liceum na Bielanach w latach 1946–1960. Mieszkali w Warszawie na osiedlu Żoliborz Urzędniczy przy ul. Wyspiańskiego 10 m. 3. Miał syna. Zmarł 8 maja 1938.
Brat Leon zmarł 24 sierpnia 1942 i został pochowany na Cmentarzu Powązkowskim w Warszawie (kwatera 348, rząd 5, miejsce 11). W tym samym grobie został pochowany Lesław Ringman ps. „Olek”, kapral podchorąży 229 plutonu Zgrupowania Żniwiarz, poległy 22 sierpnia 1944, pośmiertnie odznaczony Krzyżem Walecznych.

## Ordery i odznaczenia
- Krzyż Niepodległości – 24 października 1931 „za pracę w dziele odzyskania niepodległości”[21][1][22]
- Krzyż Oficerski Orderu Odrodzenia Polski[2]
- Odznaka honorowa „Za walkę o szkołę polską”[2]